# Nizzolaro
Nizzolaro (Nisciolee in lombardo) è la frazione settentrionale del comune di Monticelli Pavese, posta presso le anse del fiume Po.

## Storia
La cascina Nizzolaro sorse nel medioevo sulle rive del Po prima che il fiume deviasse il suo corso spostandosi a sud, permettendo un collegamento via terra con Monticelli. Staccata da Rottofreno nel 1798 da Napoleone, solo nel 1844 tuttavia i due abitati furono riuniti ad opera del governo austriaco.